# قطعنامه ۱۲۰۵ شورای امنیت
قطعنامه  ۱۲۰۵ شورای امنیت سازمان ملل متحد که در تاریخ ۰۵ نوامبر ۱۹۹۸ تصویب شد، سندی بین‌المللی دربارهٔ بررسی وضعیت میان عراق و کویت است. این قطعنامه طی نشست ۳۹۳۹ام با ۱۵ رای موافق، ۰ مخالف و ۰ ممتنع تصویب شد.